# Stein Collection
De Stein Collection is een uitzonderlijke kunstverzameling van de familie Stein. 

## Toelichting
De collectie ontstond door toedoen van de broers Leo en Michaël en hun zus Gertrude Stein. De vermogende familie Stein uit Pennsylvania vestigde zich begin 20e eeuw in Parijs. Zij steunde zeer vroeg avant-garde kunstschilders als Pablo Picasso, Henri Matisse, Paul Cézanne en Pierre-Auguste Renoir door hun werk aan te kopen. De collectie viel deels uiteen door gedwongen verkopen aan Alfred Barnes. 

Een portret van Gertrude door Picasso is een topstuk uit de collectie. Verder omvat de collectie het werk Le luxe en Le bonheur de vivre van Henri Matisse, Nu à la serviette; Etudiant à la pipe en La table de l'architecte van Picasso. 